# Josep Gifreu i Pinsach
Josep Gifreu i Pinsach (Palol de Revardit, el Pla de l'Estany, 1944) és un periodista, comunicòleg i professor de la Universitat Pompeu Fabra. És catedràtic de teoria de la comunicació, professor emèrit a la Universitat Pompeu Fabra i investigador i assessor en polítiques de comunicació i cultura. Formulà el concepte d'espai català de comunicació. És membre numerari de la Secció Filològica de l'Institut d'Estudis Catalans des de 1993 i col·laborador habitual d'El Punt Avui i del setmanari El Temps.

## Obra publicada

### Llibres
- Gifreu, J. & Corbella, J. (eds.) (2008). La Producció audiovisual a Catalunya 2005-2007. Barcelona: Documenta Universitària.
- Gifreu, J. (2006): La Pell de la diferència. Comunicació, llengua i cultura des de l'espai català. Edit. Pòrtic, Barcelona. (ISBN 84-9809-011-3)
- Gifreu, J. (2005): "Espai de cultura i espai de comunicació: perspectives i prioritats estratègiques", dins D. Pons (ed.), Països Catalans, en plural, Palma, Editorial Moll, pp. 243–254 (ISBN 84-273-1105-2).
- J. Gifreu i L. Jofre (eds.)(2003): La colonització del ciberespai/The colonization of cyberspace. Barcelona, Institut d'Estudis Catalans (ISBN 84-7283-684-3)
- Gifreu, J. (2003): La potenciació de l'espai cultural i audiovisual català. Barcelona, Generalitat de Catalunya (ISBN 84-393-6130-0).
- Gifreu, J.i Pallarès, F. (eds.) (2001): La campanya més disputada. Barcelona, Pòrtic (ISBN 84-7306-736-3).
- Gifreu, J. (2001): El meu país. Narratives i combats per la identitat. Lleida, Pagès Editors (ISBN 84-7935-780-0).

### Articles
- Gifreu, J (2011). "Comunicació política i eleccions al Parlament de Catalunya: crònica d'una dècada de recerca (1995-2006)", Comunicació, 28-2, novembre, pp. 9–26 (ISSN 2014-0444 edició electrònica; ISSN 2014-0304 edició impresa)
- Gifreu, J (2011). "El procés de normalització del català en els mitjans de comunicació: notes sobre l'evolució de la recerca, 1980-2010", Treballs de Sociolingüística Catalana, n. 21, pp. 73–82 (ISSN 0211-0784 edició impresa:; ISSN 2013-9136 edició electrònica:).
- Gifreu, J. (2011). Language policies in the public media, and promotion of Catalan in private media, cultural industries and information technologies. A E. Boix & M. Strubell (eds), Language Planning and Policies for the Catalan Language. A comparative approach to regional government policies (cap. 7). Londres: Springer.
- Gifreu, J. (2009) The Catalan Communicative Space: still a strategic objective. Catalan Journal of Communication & Cultural Studies, 1(1): 67-76.
- Gifreu, J. (2008). Média i eleccions a Catalunya: un escenari escindit?. VIA, nº 8
- Gifreu, J. (2006): "Informació i propaganda", dins Josep-M Terricabras (Coord.), Què ens expliquen? Com interpretar la informació, Barcelona, Mina, pp. 77– 95 (ISBN 84-96499-42-1).
- Gifreu, J. (2006): "La televisió i la construcció d'una imatge pública de la immigració", Quaderns del CAC, n. 23-24, pp 3–12 (ISSN 1138-9761)
- Gifreu, J.(en col·laboració)(2006): "Els noticiaris televisius i l'accés a l'agenda pública dels temes d'immigració", Quaderns del CAC, n. 23-24, pp 85–102 (ISSN 1138-9761)
- Gifreu, J. (2005): "L'Informe Mac Bride des de Catalunya: balanç d'una esperança", Quaderns del CAC, n. 21, pp 79–81 (ISSN 1138-9761)
- Gifreu, J. (2003): "Digitalització, comunicació i identitat en temps de crisi", a Idees, nº 18. ISSN 1575-0914.
- Gifreu, J. (2002): "La responsabilitat dels mitjans de comunicació en l'ecologia de les llengües", dins Joan Martí i Josep M. Mestres (eds.), Les llengües i les cultures en el procés de globalització de la societat de la informació. Barcelona, Institut d'Estudis Catalans, pp 101–110 (ISBN 84-7283-650-9).